# Abwehrmechanismus
Abwehrmechanismus ist ein Begriff aus der Psychoanalyse, der auch Eingang in die Psychologie gefunden hat. Er bezeichnet psychische Vorgänge, die dazu dienen, innerseelische oder zwischenmenschliche Konflikte auf eine Weise zu regulieren, die der seelischen Verfassung einer Person Entlastung verschafft. Dies geschieht meist unbewusst. Welche Abwehrmechanismen bei einem Menschen vorherrschen, hängt vom Reifegrad der Persönlichkeit ab. Welcher der verschiedenen Abwehrmechanismen im konkreten Fall zum Einsatz kommt, bestimmt sich darüber hinaus durch die Art des gerade wirksamen Konfliktes und die Art einer eventuell vorliegenden Erkrankung.

## Instanz, Gegenstand und Funktion der Abwehr
In der Theoriesprache der freudschen Psychoanalyse bezeichnet der Begriff weitgehend unbewusst ablaufende Reaktionen, die das Ich zur Abwehr unerwünschter Triebimpulse des Es oder unangenehmer Affekte entwickelt. Die Abwehr gehört im psychoanalytischen Modell zu den Ich-Funktionen. Abwehrmechanismen werden in reifere (z. B. Verdrängung) und unreifere (z. B. Spaltung) unterteilt und sind die Voraussetzung zur Bewältigung unbewusster psychischer Konflikte und damit Grundlage der Fähigkeit zur Selbststeuerung. Sie werden der bewussten Problembewältigung bzw. Konfliktverarbeitung gegenübergestellt, die als Bewältigungsstrategie (englisch coping) bezeichnet wird.
Abwehrvorgänge sind nicht als solche dysfunktional, sondern müssen immer im Gesamtzusammenhang der psychischen Struktur der jeweiligen Person gesehen werden. Meistens sind sie Bestandteil der bestmöglichen inneren Konfliktlösungen, die ein Individuum im Laufe seiner psychischen Entwicklung erreichen konnte. Dysfunktional sind insbesondere sogenannte primäre oder unreife Abwehrmechanismen wie Spaltung und Verleugnung, außerdem interpersonale Abwehrmechanismen, die andere Menschen in die Stabilisierung des eigenen psychischen Gleichgewichts einbeziehen und die betreffenden Beziehungen daher in der Regel belasten, wie z. B. bei der projektiven Identifizierung.
In Psychotherapien sind Abwehrvorgänge nicht nur als Widerstand zu verstehen, sondern dienen auch dem Schutz des psychischen Gleichgewichts des Analysanden. Die Geschwindigkeit des therapeutischen Prozesses muss sich weitgehend nach den Möglichkeiten des Patienten richten, Veränderungen und Entwicklungen zuzulassen.

## Liste bekannter Abwehrmechanismen

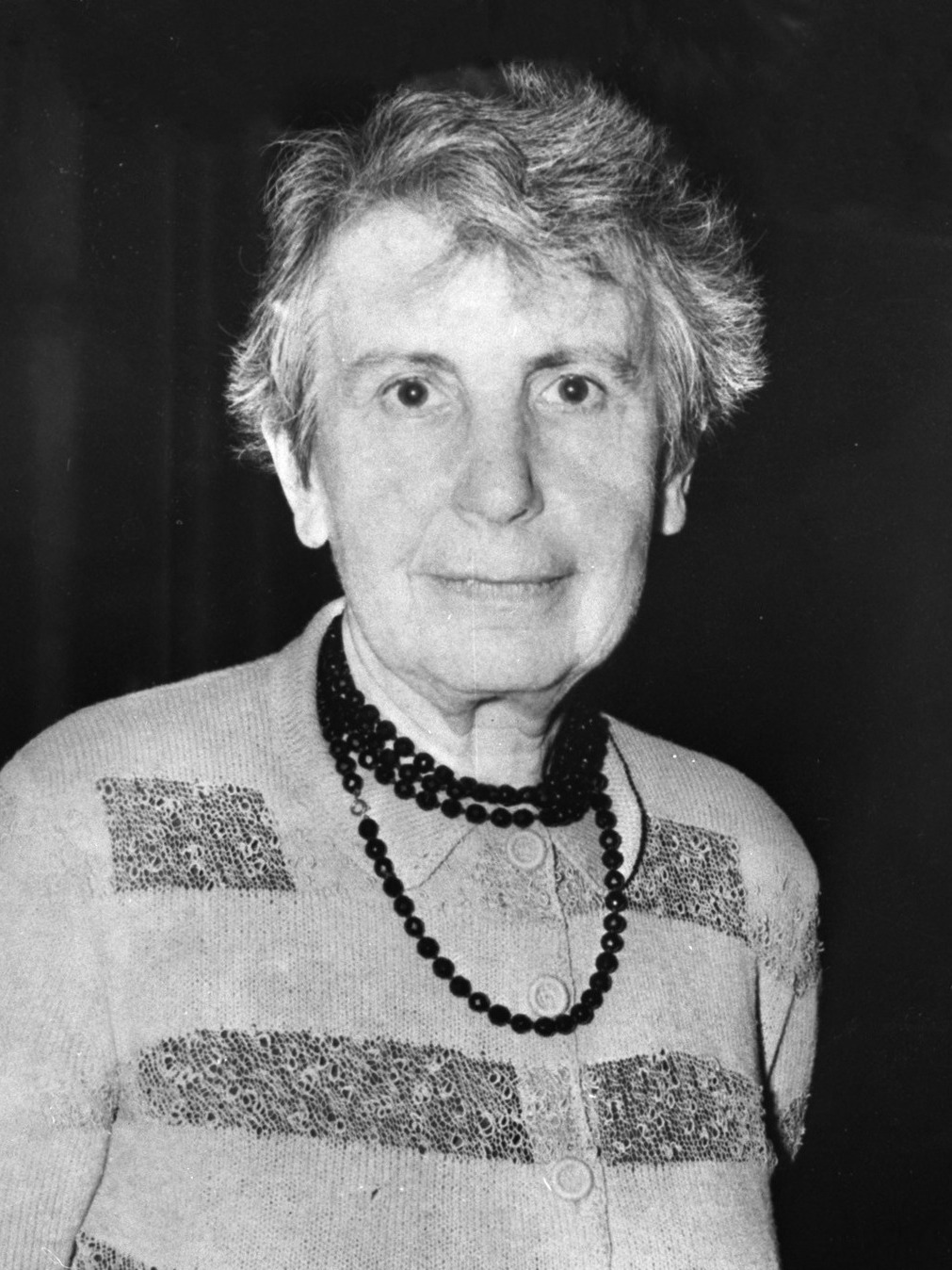
Anna Freud auf dem Weltkongress der Psychiatrie 1957 in Zürich

Die Liste folgt Anna Freud und der Operationalisierten Psychodynamischen Diagnostik (OPD):
- Verdrängung: Verdrängung ist ein Abwehrmechanismus, der vor allem die Aufgabe hat, das Ich vor einem bedrohlichen Einfluss zu schützen. Wie die Dissoziation löscht auch die Verdrängung keine Erinnerungen aus, sie erschwert nur die bewusste Erinnerung an ein Erlebnis. Unerwünschte Es-Impulse, die ein Gefühl von Schuld, Scham oder das Herabsetzen des Selbstwertgefühls hervorrufen, werden durch Ich und Über-Ich in das Unbewusste verdrängt. Von dort aus können sie allerdings in Träumen, Fehlleistungen und Ersatzhandlungen wieder zutage treten. Freuds Begriff der Verdrängung muss von einer willentlich-bewussten Unterdrückung unterschieden werden. Das Ideal gelingender Verdrängung als eines unbewussten Automatismus im Sinne Freuds macht den bewussten Zugang zum verdrängten Inhalt (ohne psychoanalytische Unterstützung) geradezu unmöglich.
- Reaktionsbildung: Gefühle oder Motive werden durch entgegengesetzte Gefühle/Motive niedergehalten (z. B. Mitleid statt aggressiver Impulse oder Hassgefühle, wenn Liebesgefühle gefährlich erscheinen). Dies muss abgegrenzt werden von einer bewusst ablaufenden Unterdrückung (z. B. bei der ärztlichen Untersuchung körperlich attraktiver Patienten oder Patientinnen).
- Regression: Es erfolgt ein überwiegend unbewusster Rückzug auf eine frühere Entwicklungsstufe der Ich-Funktion, in der ein niedrigeres organisiertes Verhalten noch funktioniert hat (Trotzverhalten, Fresslust, Suche nach Versorgung). Probleme mit regressivem Verhalten werden ebenfalls durch andere Mechanismen abgewehrt.
- Progression: Gegenstück zur Regression. In einer gefährlichen Situation verhält sich jemand in einer erwachsenen Weise. Es findet eine Flucht in spätere Entwicklungsstadien statt. Zum Beispiel wenn die Mutter einer Zehnjährigen nicht mehr da ist, kümmert diese sich um jüngere Geschwister und wird zum Mutterersatz. Wenn die Belastung vorüber ist, kann es zu einer Regression über das Ausgangsniveau hinweg kommen.[3]
- Verleugnung: Im Unterschied zur Verdrängung wird nicht ein konfliktreicher innerer Wunsch abgewehrt, sondern ein äußerer Realitätsausschnitt verleugnet, also in seiner Bedeutung nicht anerkannt. Beispielsweise werden Veränderungen in der Umgebung zwar wahrgenommen, aber ihre reale Bedeutung wird emotional nicht erlebt und rational nicht anerkannt.
- Vermeidung: Triebregungen werden umgangen, indem Schlüsselreize vermieden werden. (vgl. Repression und Sensitization)
- Verschiebung: Phantasien und Impulse werden von einer Person, der sie ursprünglich gelten, auf eine andere verschoben, so dass die ursprünglich gemeinte Person unberührt bleibt (z. B. Aggression gegen eine tadelnde Autoritätsperson wird in Form von Beschimpfungen oder Tritten als Aggressionsverschiebung an einem Hund ausgelassen), oder ursprünglich vorhandene Zusammenhänge werden ausgeblendet und neue hergestellt. Dieser Vorgang ist insbesondere am Phänomen der Tierquälerei beteiligt.
- Spaltung: Inkompatible Inhalte werden auf mehrere Objekte verteilt. Sowohl die Objekte als auch das Selbst werden in „gut“ und „böse“ oder „schlecht“ aufgeteilt. „Gute“ Anteile werden idealisiert, „böse“ oder „schlechte“ werden ent- bzw. abgewertet, verdammt oder dämonisiert. (Vgl. Entwertung)
- Verneinung: Negierung eines Sachverhalts. Im Gegensatz zur Reaktionsbildung wird ein Gefühl oder eine Einstellung nicht durch deren Gegenteil ersetzt, sondern nur deren Vorhandensein verneint („Ich empfinde überhaupt nichts für XXX“).
- Ungeschehenmachen: Einsatz faktisch unwirksamer Handlungen und Rituale (z. B. auf Holz klopfen), denen eine symbolische Kraft zugeschrieben wird, mit dem Ziel, Strafe bei Verbots- und Gebotsübertretungen abzuwenden.
- Projektion: Eigene psychische Inhalte und Selbstanteile (vor allem Affekte, Stimmungen, Absichten und Bewertungen) werden anderen Personen zugeschrieben. Der Triebimpuls bzw. das Motiv wird auf ein Objekt projiziert wie bei einer optischen Projektion.
  - Projektive Identifizierung: Kombination von innerpsychischen und interpersonellen Vorgängen, bei dem das Gegenüber (unbewusst) so beeinflusst wird, dass es bestimmte Erwartungen erfüllt. Im subjektiven Sinne „negative“ Selbstanteile (in der Regel Aggressionen) werden erst abgespalten, dann auf das Gegenüber projiziert – wenn das Gegenüber sich unbewusst mit den abgespaltenen, projizierten Anteilen identifiziert und so handelt, wie es der Erwartung entspricht (z. B. aggressiv) werden durch diese Externalisierung unangenehmer oder unerträglicher Selbstanteile so innere Konflikte in der Außenwelt inszeniert, um das innerpsychische Gleichgewicht aufrechtzuerhalten, was jedoch die Beziehungen zu anderen stark belasten kann. Es handelt sich um einen für sogenannte Borderline-Störungen typischen Abwehrmechanismus, der die Schwierigkeiten, sich der Psychodynamik der Betroffenen gegenüber abzugrenzen, besser verständlich macht.
- Introjektion und Identifikation: Wehrt Angst vor Bedrohungen von außen ab durch das Einverleiben äußerer Einflüsse wie z. B. bestimmtes Verhalten, Anschauungen, Normen oder Werte einer anderen Person in die Ich-Struktur, sodass das Individuum sie nicht mehr als Bedrohungen von außen erleben muss.
  - Identifikation mit dem Aggressor: Bei einem gewaltsamen Übergriff bzw. einer psychischen Grenzüberschreitung wird die Verantwortung für das Geschehen sich selbst zugeschrieben und/oder die Einstellung oder das Verhalten eines Angreifers übernommen. Beides dient der Abwehr unerträglicher Angst- und Hilflosigkeitsgefühle und einer symbolischen Rückerlangung von Kontrolle.
- Surrogierende Abwehrmechanismen
  - Intellektualisierung: Entfernung vom unmittelbaren, konflikthaften Erleben durch Abstraktionsbildung und theoretisches Analysieren (z. B. abstrakte Gespräche über das Wesen der Liebe; Fachsimpeln unter Ärzten oder Therapeuten über schwierige Patienten oder solche, die in ihrem Leid als psychische Belastung erlebt werden), Philosophieren über Dinge, die eine verborgene emotionale Bedeutung für die Person haben.
  - Rationalisierung: Rational-logische Handlungsmotive werden als alleinige Beweggründe für Handlungen angegeben oder vorgeschoben. Gefühlshafte Anteile an Entscheidungen werden ignoriert oder unterbewertet.
  - Sublimierung oder Sublimation: Nicht erfüllte Triebwünsche werden durch gesellschaftlich höher bewertete Ersatzhandlungen ersetzt und damit befriedigt (Kunst, Wissenschaft, Musik, Sport, exzessive Arbeit). Typischerweise eignen sich für bestimmte Wünsche bestimmte Sublimationstechniken besonders gut. So werden aggressive Triebe oft durch Sport sublimiert, sexuelle Wünsche durch Beschäftigung mit schönen Künsten oder kindliche Neugierde durch wissenschaftliche Forschertätigkeit. Sublimierungen erfüllen die Befriedigung der Triebwünsche oft gut und werden dann nicht als psychopathologisch angesehen. Nach Freud ist die Sublimierung ein wichtiger Motor für die Kulturentwicklung.
- Abwehr unter Beteiligung körperlicher Symptome
  - Somatisierung: Nicht-Wahrnehmen eines Konflikts in seiner eigentlichen Gestalt, sondern in Form körperlicher Beschwerden. Diese haben jedoch keine symbolische Beziehung zum Konflikt.
  - Konversion: Umlagern eines psychischen Konflikts auf somatische Symptome, die eine symbolische Beziehung zum Konflikt haben. Entspricht dem früheren Hysteriebegriff (hysterische Blindheit, Lähmung).
- Abwehrmechanismen des Affekts
  - Affektualisierung: Ein Ereignis oder Verhalten wird dramatisiert.
  - Entwertung/Idealisierung: Objekte werden unbewusst entwertet oder überhöht.
  - Affektisolierung: Fehlen oder Dämpfung eines normalerweise spontan auftretenden Gefühls in einer bestimmten Situation. Der Nachweis eines isolierten Affektes dient therapeutisch auch der Bewusstmachung und rationalen Betrachtung bestimmter gefühlsintensiver Reaktionen.
- Aggressive Abwehrmechanismen
  - Autoaggression: Aggressive Impulse werden gegen die eigene Person gerichtet und treffen so nicht die Person, der sie ursprünglich galten, um die Beziehung zu dieser Person nicht zu gefährden. Das interpersonelle Feld wird so von Störungen freigehalten, ein interpersoneller Konflikt wird zulasten eines intrapsychischen Konflikts vermieden.
- Isolierung: Ein unerfüllbarer Wunsch wird dadurch bewältigt, dass er in entstellter Form befriedigt wird, wobei er als fremd, nicht der eigenen Person zugehörig, erlebt wird. Isolierung tritt häufig bei Zwangsneurosen auf, wo zum Beispiel die Zwangsvorstellung, andere Leute könnten auf der Straße tot umfallen, an die Stelle eines vom Ich nicht annehmbaren Todeswunsches gegen den Vater tritt.
  - Gefühlsblockaden als Reaktion auf Gefahr: Unter dem Einfluss eines traumatischen Ereignisses, zum Beispiel wenn jemand einen nahen Angehörigen verliert, kann es zu einer Blockierung aller Affekte und Stimmungen kommen, also zu einer Extremform der Isolierung vom Affekt.[4]
- Objektneutralisierung: Objekte werden für unwesentlich, unattraktiv und unwichtig gehalten. Damit wird vermieden, dass es im interpersonellen Feld zu intensiven Beziehungen kommt, deren Auswirkungen unangenehm sein könnten (z. B. wenn man bedroht würde, verletzt oder gekränkt zu werden).[5]
- Selbstneutralisierung: In einer gefährlichen Situation hat die Person das Gefühl, selbst unwichtig zu sein. Wichtig sind nur die zu erreichenden Ziele. Bei Depressiven kann die Selbstneutralisierung vor Selbstvorwürfen schützen (wer sich selbst nicht wichtig nimmt, braucht sich keine Vorwürfe zu machen).[6]
- Derealisation/Depersonalisation: Treten bei Gefahr auf und haben einen Bezug zu den Frühstörungen.[7]
  - Depersonalisation: Es kommt zur Veränderung der Körperwahrnehmung (z. B. Teile des Körpers werden in der Größe oder, wie bei Magersüchtigen, die gesamten Körpermaße werden verändert wahrgenommen). Dies hat oft das Ziel, ein Umsetzen von (i. d. R. aggressiven) Impulsen in motorisches Handeln zu erschweren.
  - Derealisation: Umwelt wird verändert erlebt. Die Art, wie sich die Umwelt verändert, kann Symbolgehalt haben. Manchmal wird die Umwelt als bedrohlich erlebt, wobei aggressive Impulse in die Umgebung projiziert werden.

## Abwehrmechanismen in Abhängigkeit vom Strukturniveau
Bestimmte Abwehrmechanismen treten in der Praxis nur bei gewissen mindestens vorhandenen Strukturniveaus auf und können deshalb innerhalb der Therapie ein Hinweis auf ein vorhandenes Strukturniveau beim Klienten sein.
Eine zweiklassige Einteilung der Abwehrmechanismen ist:
- Primäre Ichabwehr:
  - Verleugnung und Permanenz einer Bindung
  - Verdrängung
  - Löschen subjektiven Erlebens (Abspaltung, Verschiebung, Depersonalifikation, Identifikation, Konversion)
  - Somatische Konversion
- Sekundäre Ichabwehr:
  - Hemmung
  - Reaktionsbildung
  - Ungeschehenmachen
  - Isolierung des Affekts
  - Wendung gegen das eigene Selbst

Eine dreiklassige Klassifizierung nach Strukturniveau ist:
- geringes oder niederes Strukturniveau:
  - projektive Identifikation
  - Verleugnung
  - Spaltung
  - Projektion
  - (Aggressive Abwehrmechanismen wie z. B. Autoaggression)
- mäßiges oder mittleres Strukturniveau:
  - Entwertung oder Idealisierung
  - Reaktionsbildung
  - Regression
  - Verschiebung
  - Verneinung
  - Ungeschehenmachen
  - Introjektion
  - Konversion
- gutes, hohes oder reifes Strukturniveau:
  - Intellektualisierung
  - Verdrängung
  - Rationalisierung
  - Sublimierung

Primitive Abwehrmechanismen (auch psychotische Abwehrmechanismen) seien gegen Ängste gerichtet, die der Aktivität des Todestriebs entstammen. Die neurotischen Abwehrmechanismen seien gegen die Libido gerichtet. Statt primitiven Abwehrmechanismen wird auch von bildverzerrenden Abwehrmechanismen gesprochen. Es gibt einen Konsens unter Forschern, dass eine hierarchische Anordnung der einzelnen Abwehrmechanismen anhand ihres adaptiven Funktionsniveaus möglich ist. Dieser Konsens ist im Anhang B des DSM-IV-TR festgehalten und wird als Defense Functioning Scale bezeichnet. Eine Klassifizierung der Abwehrmechanismen in drei Gruppen (reife, neurotische und primitive Abwehrmechanismen) wurde von Kernberg (1995) vorgeschlagen.
Neben der zweiklassigen und dreiklassigen Klassifizierung gibt es auch eine mit fünf Ebenen, nach Stavros Mentzos. Nach ihm lässt sich "der Grad der Unreife eines Abwehrmechanismus […] dadurch abschätzen, was ein Abwehrvorgang dem psychophysischen Organismus „kostet“, das heißt: Welche Art und welches Ausmaß von Nachteilen sind es, die für diese Abwehr […] in Kauf genommen werden müssen? Ist also im Abwehrvorgang beispielsweise eine kleinere oder eine größere Vernachlässigung der Realität, eine kleinere oder größere Einschränkung der Freiheitsgrade usw. impliziert?". Er fasst fünf Ebenen zusammen (wobei er die letzte Ebene, psychosoziale Abwehr und Somatisierung, als zusätzliche Ebene auffasst, welche sich „nicht ohne weiteres in die [Tabelle einordnen lässt]“):
1. Ebene: psychotische Projektion, psychotische Introjektion, psychotische Verleugnung, psychotische Abspaltung
2. Ebene: nichtpsychotische Projektion, Spaltung, Verleugnung; „Identifikation als Abwehr, insbesondere projektive Identifikation: zu der Projektion des Negativen auf das Objekt kommt – per Induktion – ein interaktioneller Druck hinzu, der Andere soll sich der Projektion entsprechend verhalten!“
3. Ebene: Intellektualisierung, Rationalisierung, Affektualisierung usw., Verschiebung, Verlagerung, Verdrängung i. e. S. usw., Ungeschehenmachen, Wendung gegen das Selbst, Reaktionsbildung
4. Ebene: Reifes Coping, Sublimierung, Humor usw.
5. Ebene (zusätzlich): Psychosoziale Abwehr und Somatisierung

Ebene 1 bis 4 sind hier auch gut mit dem vierstufigen Modell des Strukturniveaus nach OPD-2 vereinbar. Nach Achse IV des OPD-2 lässt sich das Strukturniveau ebenfalls, wie Mentzos Abwehrmechanismen, in vier wesentliche (in der Reife absteigende) Stufen einteilen: gut, mäßig, gering und desintegriert. Insofern lässt sich vorsichtig ein Zusammenhang z. B. zu einem eher geringen, aber nicht desintegrierten Strukturniveau eines Patienten mutmaßen, wenn dieser (hauptsächlich, andauernd) spaltet, was man „öfters etwa bei der Entstehung von Feindbildern oder bei der […] Spaltung der Welt in Gut und Böse vorfindet“.

## Medien
- Cécile Loetz, Jakob Müller: Abwehr und Abwehrmechanismen, Teil 1. In: Rätsel des Unbewußten. Podcast zur Psychoanalyse und Psychotherapie (Folge 13).
- Cécile Loetz, Jakob Müller: Abwehr und Abwehrmechanismen, Teil 2. In: Rätsel des Unbewußten. Podcast zur Psychoanalyse und Psychotherapie (Folge 14).